# Anguilla
Anguilla (pronunțat în engleză /æŋˈɡwɪlə/ ang-GWIL-ə) este un teritoriu britanic de peste mări aflat în nordul Antilelelor Mici, la est de Puerto Rico și Insulele Virgine și la nord de insula Sfântul Martin. Teritoriul constă din insula principală Anguilla împreună cu alte insule mai mici care nu sunt populate. Are o suprafață de 90 km² și 13.500 locuitori (2006). Capitala se află în The Valley (în română Valea) (1067 loc.) Din 1968 până în 1980 a aparținut statului insular Saint Kitts și Nevis, iar de atunci Anguilla are autonomie internă, însă rămâne dependentă de Regatul Unit. 
În anii trecuți, Anguilla era un paradis fiscal, datorită legilor generoase. În aprilie 2011, confruntându-se cu un deficit mare, s-a introdus "taxa de stabilizare interimară", prima formă a taxelor pe venit din Anguilla.

## Istoric
Primii oameni din Anguilla au fost triburile amerindiene care au migrat din America de Sud. Cele mai vechi artefacte ale triburilor datează din 1300 î. Hr. Data de invazie și colonizare europeană nu este sigură: unele surse susțin că, Columb a zărit insula în timpul voiajului său din 1493, în timp ce alții susțin că insula a fost "descoperită" de exploratorul francez René Goulaine de Laudonnière în 1564.
Englezii au capturat insula în 1650. Pe atunci, Anguilla era bază de rufugiați. Francezii au invadat insula în 1666, însă au fost nevoiți să o înapoieze englezilor un an mai târziu. 
Istoricii au confirmat prezența sclavilor africani pe insulă în secolul 17, în 1683 aflându-se cel puțin 100. Acești sclavi erau originari din Africa de vest și centrală.

Drapelul Republicii Anguilla

Francezii au încercat să captureze insula din nou în Războiul de Succesiune Austriacă în 1745 și în Războaiele Napoleoniene în 1796. Ambele încercări au eșuat.
În anul 1967 Regatul Unit a proclamat autonomie internă Sfântului Kitts și Nevis. Anguilla a fost inclusă și ea în noul stat Sfântul Cristofor-Nevis-Anguilla, chiar dacă mulți Anguillieni s-au revoltat asupra acestui lucru. Au urmat două revoluții, una în 1967 iar cealaltă în 1969. Insula a fost o republică pentru un scurt timp, până când britanicii au restabilit controlul insulei în 1971. Într-un final, Anguilla s-a separat de Sf. Kitts și Nevis în 1980.

## Sistem politic
Din punct de vedere al guvernării, Anguilla este un teritoriu britanic de peste mări cu autonomie internă. Asta înseamnă că regina este Elisabeta a II-a, iar aceasta este reprezentată în teritoriu printr-un guvernator.  
Constituția Anguillei a fost impusă în data de 1 aprilie 1982. 

### Defensivă
Deoarece Anguilla aparține Regatului Unit, rezultă că acesta este responsabil pentru apărarea sa. Din acest motiv nu există garnizoane sau baze militare pe insulă. 
Anguilla deține o mică poliție marină de 32 de angajați.

## Populație
Majoritatea populației (90%) este de culoare neagră, adică descendenții sclavilor aduși din Africa. Albii constituie 4% din populație iar cei de rasă mixtă alcătuiesc 6%. 
72% din populație se consideră anguillieni iar 28% nu (2001). Cei care nu sunt anguillieni sunt originari din Statele Unite, Regatul Unit, Sf. Kitts și Nevis, Republica Dominicană, Jamaica și Nigeria.
Religiile dominante din Anguilla sunt anglicanismul, metodismul și penticostalismul. Există alte 15 minorități religioase pe insulă. 
Cea mai vorbită limbă din Anguilla este engleza. Mai sunt vorbite și creola, spaniola și chineza.

## Cultură

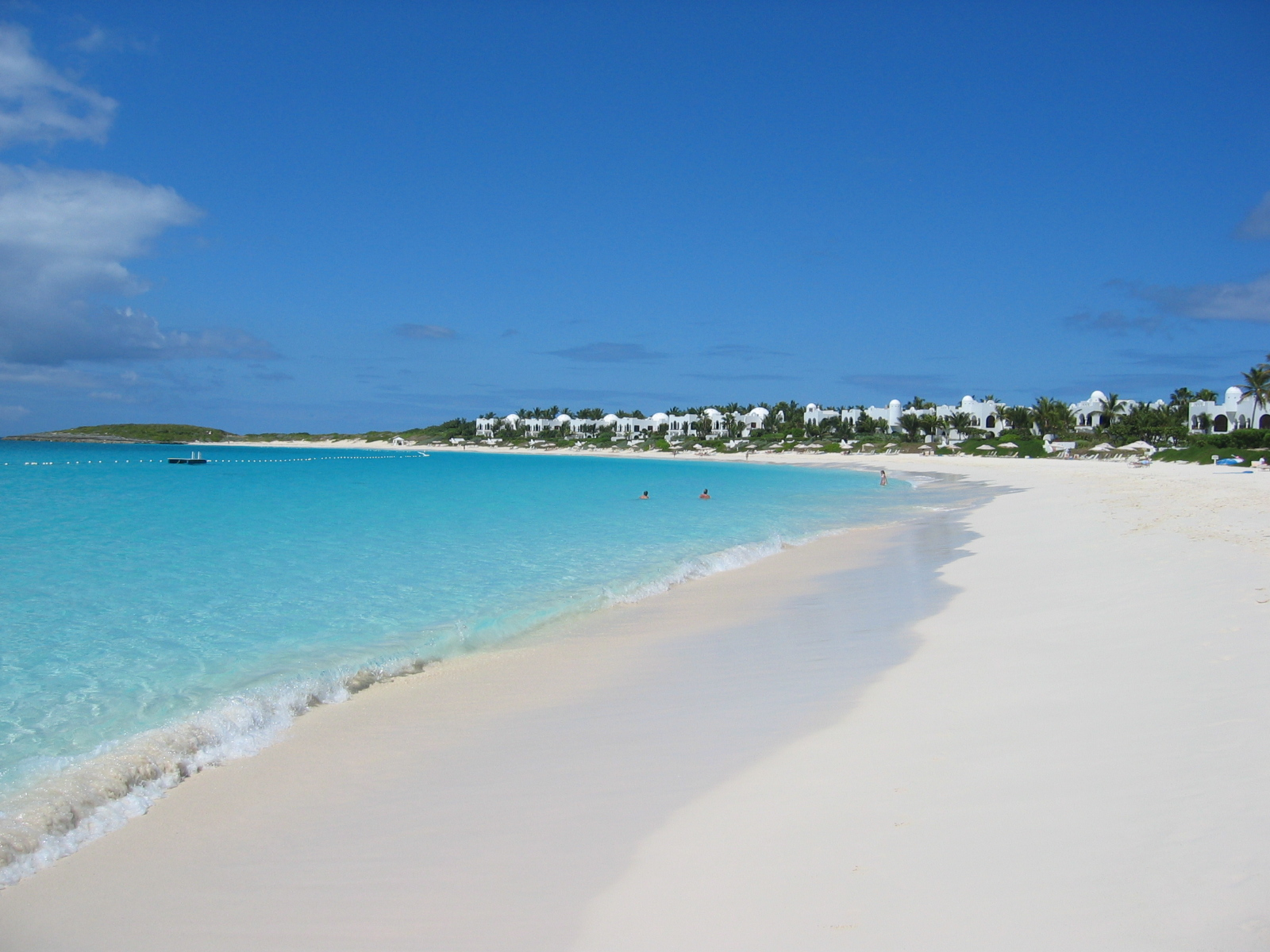
Plaja Cap Juluca.

Istoria culturală a insulei începe cu indienii Taino. S-au găsit artefacte de-ale lor care cronică viața de pe insulă de dinaintea colonizării. 
Cele mai importante sărbători sunt de origine culturală cât și istorică, cum ar fi aniversarea emancipării. Sunt sărbătorite și evenimente importante britanice, cum ar fi ziua reginei.

### Mâncare
Mâncărurile tradiționale anguilliene sunt influențate de cele africane, spaniole, franceze și engleze. Fructele de mare sunt găsite în abundență, cum ar fi creveții, crabii, langustele și scoicile. Codul este de asemenea foarte popular. 
Animalele se găsesc în cantitate limitată datorită numărului mic al locuitorilor. Aceștia mănâncă carne de porc, de oaie și de capră, deseori importată. 
Agricultura este și ea limitată datorită solului infertil. În Anguilla se cresc roșii, ardei, citricele, ceapă și usturoi. 
Datorită diversității sale culinare, Anguilla este cunoscută ca fiind "inima culinară a Caraibelor". Popularitatea mâncării anguilliene este în continuă creștere, mai ales după ce a fost publicată cartea de bucate "(WE) Are Anguilla" («NOI» Suntem Anguilla) scrisă de bucătari ai insulei. 

### Muzică
Primul album înregistrat în totalitate de artiști anguillieni a fost Sounds of Anguilla (Volume 1). Acesta conține piese reprezentând diferite genuri ale muzicii, cum ar fi Pop, Hip Hop, R&B și reggae. Albumul a fost lansat pe iTunes3la0 iunie 2015.

### Educație
În 2011 s-a deschis o ramură dedicată Anguillei a Școlii de Medicină Sfântul Iacob (în engleză Saint James School of Medicine «SJSM»). Aceasta este o școală privată din Park Ridge, Illinois. Școala a fost fondată cu gândul ca studenții cu intenții de a deveni medici ar trebui să aibă dreptul la o școală accesibilă din punct de vedere economic și geografic.

### Sport
Cel mai popular sport al insulei este cursa cu barca, care este și considerat sportul național. 
Asemenea altor țări/teritorii cu istorie britanică, crichetul este foarte popular în Anguilla. Anguilla nu are echipă națională, ci trimite jucători pentru a participa în echipa Indiilor de vest. 
Echipa de rugby Anguilla Eels RFC care a fost formată în 2006. Aceasta a câștigat Cupa Saint Martin în 2010, finalistă în 2006 și semifinalistă în 2007, 2008 și 2009.

## Geografie

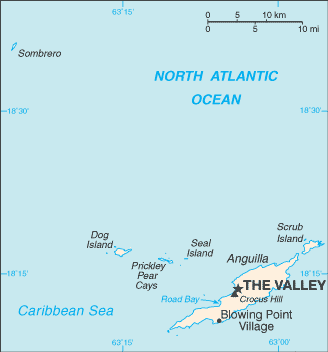
O hartă a Anguillei.

Anguilla este o insulă situată la altitudine joasă formată din coral și calcar. Solul este foarte subțire și suportă vegetație tropicală și forestieră. Insula este cunoscută datorită recifelor de corali și plajelor sale. În afara insulei principale, teritoriul Anguillei include și alte insule mai mici nelocuite. Acestea sunt:
- Anguillita
- Dog Island (Insula Câinilor)
- Prickly Pear Cays (Insulele Perii Țepoase)
- Sandy Island (Insula Nisipoasă)
- Scrub Island
- Scilly Cay
- Seal Island (Insula Focilor)
- Sombrero/Hat Island (Insula Pălăriei)

## Climă
Anguilla are o climă tropicală. Temperatura medie anuală este de 27°C. Cea mai caldă perioadă a anului este din Iulie în Octombrie iar cea mai rece este din Decembrie în Februarie. Precipitațiile anuale sunt în medie de 890 mm, însă rapoartele variază de la an la an. Datorită amplasării sale, Anguilla este vulnerabilă uraganelor. În 1995 a fost afectată de Uraganul Luis iar în 2000 a fost inundată datorită Uraganului Lenny. 

## Economie
Datorită solului nefertil, economia Anguillei nu depinde de agricultură. Industriile principale ale sale sunt turismul, activitățile bancare și pescuitul. 
Mondeda Anguillei este dolarul caraiban de est (XCD), însă sunt acceptați și dolarii americani. Dolarul caraiban de est este fixat de dolarul american astfel încât 1 US$ = 2.70 EC$. 
În 2014, Anguilla a fost aleasă să găzduiască World Travel Awards (Premiile Călătoriilor Mondiale). Anguilla a câștigat la categoria "Cea mai bună insulă de lux din lume". Acest câștig i-a adus Anguillei mulți turiști noi. 
Guvernul Anguillei ar dori ca 15% din electricitatea insulei să vină de la energia solară. 

## Transport

### Aerian

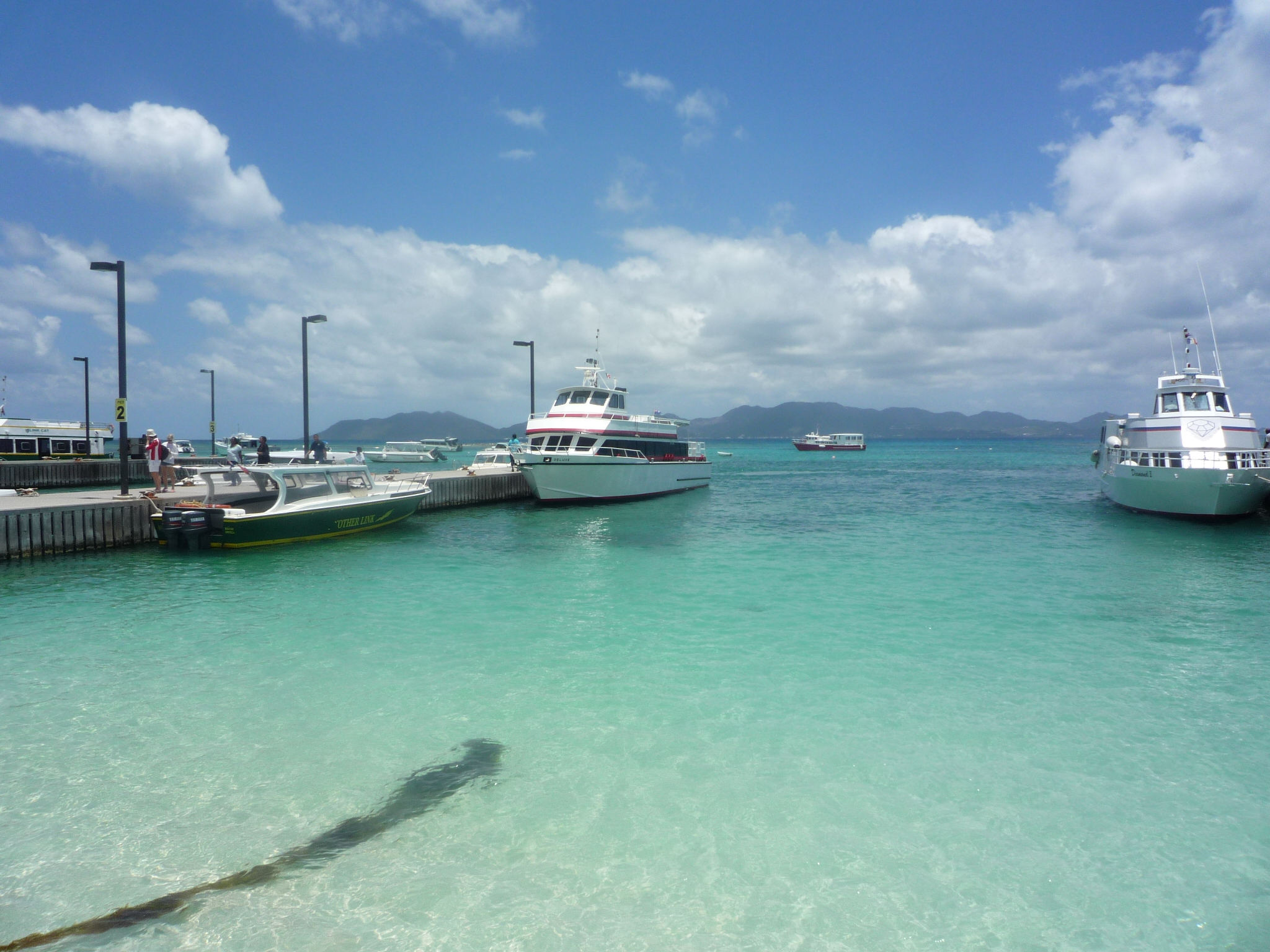
Terminalul de feriboturi.

Aeroportul insulei este Aeroportul Internațional Claytion J. Lloyd. Principala pistă a aeroportului este lungă de 1.665 m, așa că avioanele de mărime medie o pot folosi cu ușurință. Zborurile principale sunt la insulele alăturate Anguillei, însă Tradewind Association și Cape Air au zboruri la San Juan, Puerto Rico. 

### Rutier
Nu există transport public pe insulă, însă se pot găsi taxiuri. Se conduce pe stânga.

### Naval
Există feriboturi care pleacă din Blowing Point și duc la insula Sf. Martin.